# 거창대성중학교
거창대성중학교(居昌大成中學校)는 대한민국 경상남도 거창군 거창읍 가지리에 위치한 사립 중학교이다.

## 학교 연혁
- 1950년 7월 10일 : 거창향교에서 중학교 운영(학생 80명)
- 1951년 3월 21일 : 대성중학교 인가(변경식 이사장 및 교장 취임)
- 1951년 10월 12일 : 명륜학원 설립인가
- 1959년 4월 6일 : 명륜학원 인수 및 거창대성중 인수(양재원 이사장 취임)
- 1963년 12월 16일 : 거창대성종합고등학교 인가(초대 강동희 교장 9학급 450명)
- 1974년 1월 5일 : 거창대성여자상업고등학교 인가(초대 양락 교장 6학급 360명)
- 1979년 9월 26일 : 학교법인 덕봉학원으로 정관 변경
- 1995년 6월 17일 : 양길용 이사장 취임
- 2004년 11월 5일 : 아름다운학교 선정
- 2008년 12월 30일 : 영어전용교실, 도서관 개관
- 2012년 2월 13일 : 창의경영학교 영어교육모델형 선정
- 2012년 10월 11일 : 잔디구장 구축
- 2013년 3월 1일 : 교과교실제 선진형학교 지정
- 2019년 3월 26일 : 거창대성중 · 대성일고 역도장 개장
- 2022년 3월 1일 : 자율학교 지정(교육과정 특성화 - 인성함양)
- 2023년 2월 9일 : 제71회 졸업(졸업생 총수 17,085명)
- 2023년 3월 1일 : 제25대 정종훈 교장 취임

## 참고 자료
- 거창대성중학교 - 한국교육학술정보원 학교알리미